# Terry McLaurin
Terry McLaurin (Indianápolis, Indiana, 15 de septiembre de 1995) es un jugador profesional estadounidense de fútbol americano que se desempeña en la posición de wide receiver en Washington Commanders, equipo de la National Football League (NFL).

## Carrera
Fue seleccionado en la tercera ronda en la Reunión Anual de Selección de Jugadores de la NFL de 2019. Hizo su debut profesional con el equipo Washington Commanders, donde lleva jugando cinco temporadas.